# Dorfkirche Dittersbach (Frauenstein)

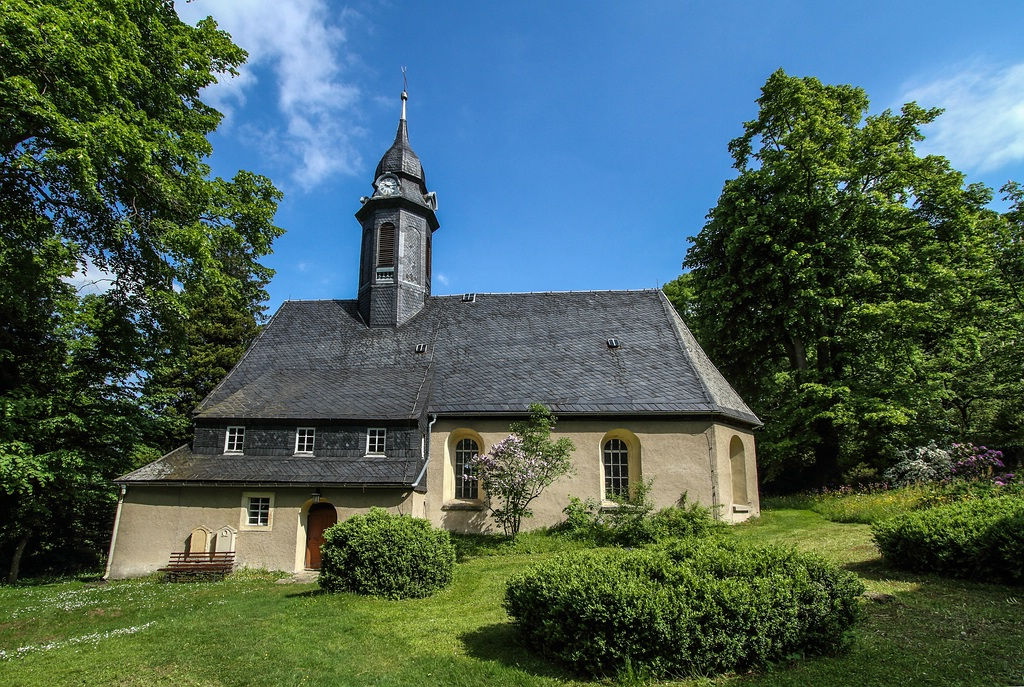
Kirche Dittersbach bei Frauenstein (2017)

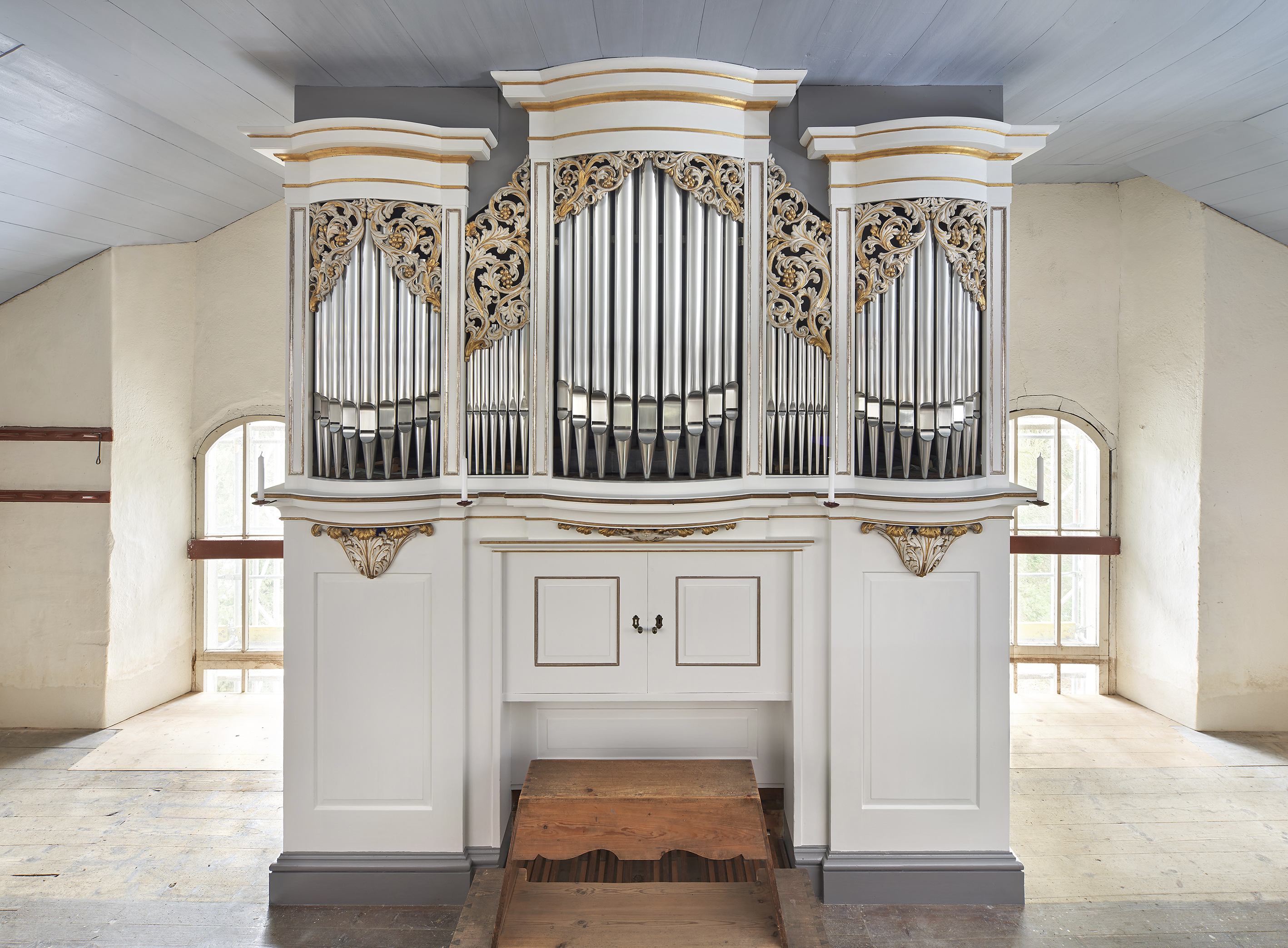
Orgel (2024)

Die evangelische Dorfkirche Dittersbach ist eine Saalkirche des 17. Jahrhunderts im Ortsteil Dittersbach von Frauenstein (Erzgebirge) im Landkreis Mittelsachsen in Sachsen. Sie gehört zum Kirchspiel Osterzgebirge im Kirchenbezirk Freiberg der Evangelisch-Lutherischen Landeskirche Sachsens.

## Geschichte und Architektur
Die auf einer Anhöhe gelegene Saalkirche wurde vermutlich im 17. Jahrhundert erbaut; der Dachreiter wurde um das Jahr 1900 aufgesetzt. Restaurierungen wurden in den Jahren 1985–1988 (außen) und ab 1994 im Innern durchgeführt. Das Bauwerk ist ein verputzter Bruchsteinbau mit dreiseitigem Chorschluss; das Walmdach ist mit Gauben und einem zierlichen Dachreiter versehen; Rundbogenfenster erhellen das Innere.
Im Innern wird das Bauwerk von einer hölzernen Kassettendecke mit bemalten Feldern geschlossen: im östlichen Teil sind der Sündenfall, Szenen aus dem Leben und die Passion Christi sowie auf einer oktogonalen Tafel das Jüngste Gericht dargestellt. Dieser Teil wurde vermutlich um 1800–1820 von einem Vertreter der Erfurter Schule geschaffen. Die übrigen Felder sind ornamental gestaltet. 
Nahezu völlig umlaufende eingeschossige Holzemporen umgeben den Raum. Auf der Nordseite sind Szenen des Alten Testaments dargestellt, die um 1700 von Gottfried Geißler gestaltet wurden. Die West- und Ostempore sind mit eingestellten Balustern gestaltet, an der Südseite ist eine Patronatsloge eingebaut. 
Im Chorraum und an der Nordseite sind Ständebänke und Logen sowie ein weiß gefasster Beichtstuhl aufgestellt, datiert 1665. Die Sakristeitür an der Nordseite ist mit einem Sandsteingewände in der Art eines Schulterbogens vom Anfang des 16. Jahrhunderts versehen.

## Ausstattung
Das Hauptstück der Ausstattung ist ein barocker Säulenaltar aus Holz, der an den floralen Anschwüngen Motive aus der Zeit um 1680 zeigt, die Gemälde stammen aus dem 19. Jahrhundert. Das Altarbild zeigt den segnenden Christus, im Auszug ist die Himmelfahrt Christi dargestellt. Auf der Rückseite ist ein älteres Altarbild mit einer Darstellung des Abendmahls erhalten, das vermutlich von Gottfried Geißler stammt, ebenso eine ältere Himmelfahrtsdarstellung für den Giebel aus der Zeit um 1700. Auf dem Altar steht eine kleinere vergoldete Kreuzigungsgruppe aus Holz von 1688.
Die Kanzel aus Holz aus dem 17. Jahrhundert zeigt auf dem Korb gemalte Darstellungen von Christus und den Evangelisten, die vermutlich ebenfalls von Gottfried Geißler geschaffen wurden. Das schlichte spätgotische Taufbecken aus Sandstein stammt vom Anfang des 16, Jahrhunderts. Ein Bildnis von Pfarrer Joachim Conradi trägt die Jahreszahl 1678. An der Außenwand ist ein Grabstein mit einer Personifikation der Fides erhalten.

## Orgel
Die Orgel mit weiß/goldenem Prospekt ist ein Werk von Christian Friedrich Göthel aus dem Jahr 1862 mit elf Registern auf einem Manual und Pedal. Außer der Abgabe der Prospektpfeifen 1917 sind keine weiteren Überarbeitungen bekannt. Die Disposition lautet:
| Manual C–c3 |       |
| Principal   | 8′    |
| Gedackt     | 8′    |
| Quintatön   | 8′    |
| Octav       | 4′    |
| Rohrflöte   | 4′    |
| Quinta      | 3′    |
| Octav       | 2′    |
| Quinta      | 1 ⁄2′ |
| Mixtur III  | 1 ⁄3′ |

| Pedal C–c3 |     |
| Subbaß     | 16′ |
| Octavbaß   | 08′ |